# Gara Axente Sever
Gara Axente Sever este o stație de cale ferată care deservește comuna Axente Sever, județul Sibiu, România.